# USS Charlotte (SSN-766)
L'USS Charlotte (SSN-776) és un submarí nuclear classe Los Angeles de la Marina dels Estats Units d'Amèrica, i és el quart vaixell en rebre aquest nom en honor de la ciutat de Charlotte, a Carolina del Nord.

## Història

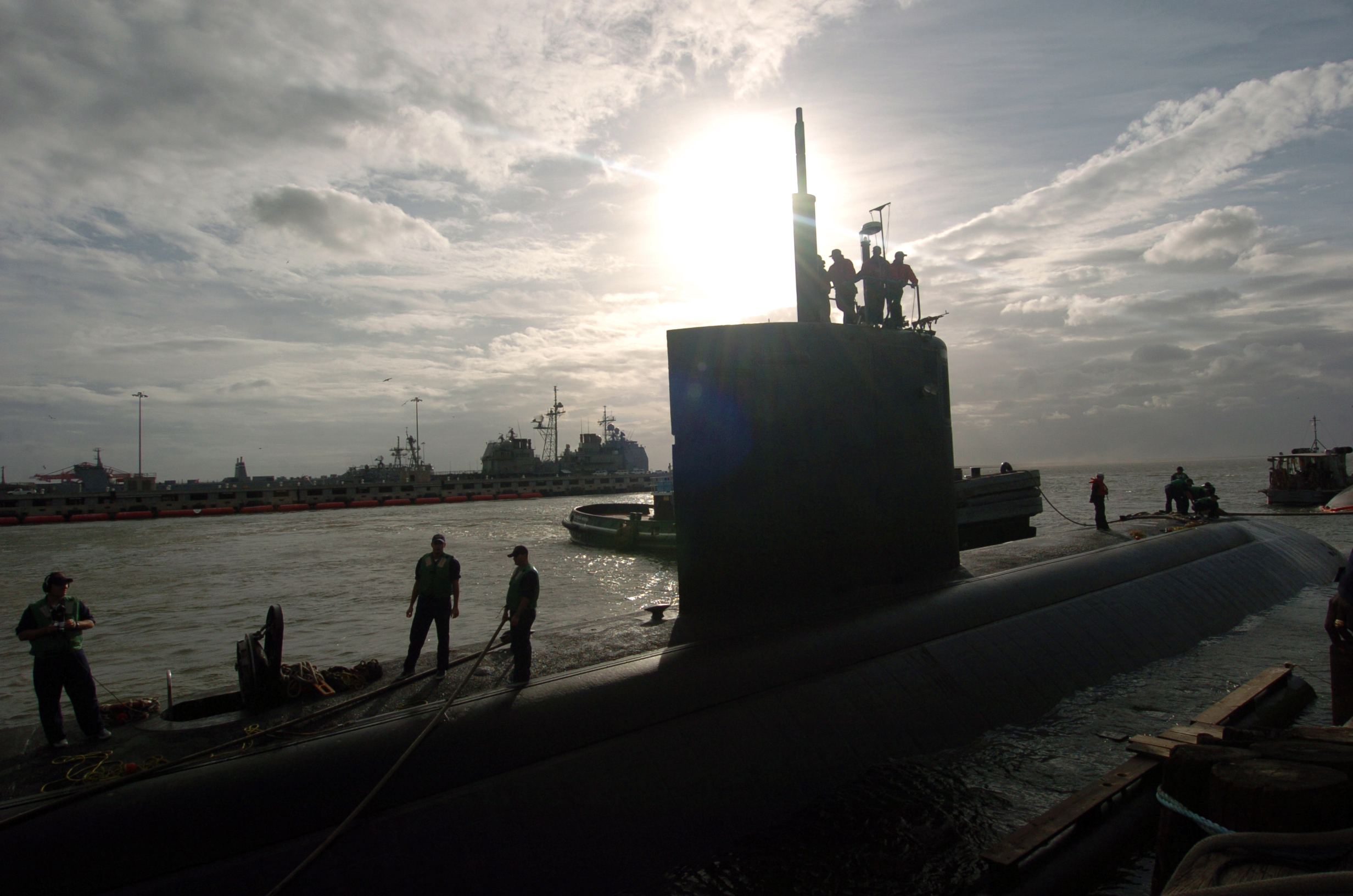
LUSS Charlotte al port de Norfolk.

El contracte per a la seva construcció fou concedit a Newport News Shipbuilding and Dry Dock Company, de Newport News, a Virgínia el 6 de febrer del 1987 i la seva quilla va ésser posada en grana al 17 da'gost del 1990, fou botat al 3 d'octubre de l'any 1992 i va entrar en servei al 16 de setembre del 1994, amb el comandant Michael Matthews al comandament.
El 29 de novembre del 2005 l'USS Charlotte va arribar a Norfolk, Virgínia, després d'haver realitzat una ruta del nord des de Pearl Harbor, sota la capa de gel de l'Àrtida. Durant la travessia, emergé des d'una capa de gel de 15550 mm, un rècord per a un submarí Classe Los Angeles.
El 24 d'octubre del 2007, l'USS Charlotte va tornar a Pearl Harbor des de la base naval de Norfolk rere passar tres anys en període de modernització a Depot Modernization Period.

## ElCharlottea la ficció
Al llibre de Tom Clancy Deute d'Honor, l'USS Charlotte és enfonsat pel submarí japonès Harushio, amb el seu bessó, l'USS Asheville. L'USS Charlotte també té una aparició a la novel·la de Dan Brown, La Conspiració, on aquest juga un important paper a la història realitzant missions secretes al cercle polar àrtic.